# Nyanasatta Thera
Ctihodný Nyánasatta Thera (1908–1984), původním jménem Martin Novosad, se narodil ve Vizovicích na Moravě. V roce 1938 odešel ve svých třiceti letech na Srí Lanku, kde se stal buddhistickým mnichem. Zde byl ordinován Nyánatilokou, prvním německým buddhistickým mnichem, přijal jméno Ňánasatta, tedy „bytost hlubokého poznání“ či „moudrá bytost“. V roce 1940 se přestěhoval do Bandārawely, kde založil tzv. Zelenodolskou poustevnu (angl. Verdant Hermitage) a kde žil až do roku 1982. Za druhé světové války pomáhal německým souvěrcům internovaným německou koloniální správou. V poustevně jej roku 1961 navštívili cestovatelé Hanzelka a Zikmund.
Jeho publikační činnost je celosvětově známa, např. překlad Satipatthána Sutty do angličtiny nebo jeho příspěvky v Buddhist Encyclopaedia, nejobsáhlejším mezinárodním moderním díle o buddhismu. Jeho významným dílem, do češtiny přeloženém je buddhistická učebnice Základy buddhismu. Věnoval se též vzdělávání laických buddhistů a pravidelně vystupoval ve srílanském rozhlase. Zemřel na ostrově Dodanduwa v Ostrovní poustevně (Island Hermitage) na jihu Srí Lanky a urna s jeho popelem je tam uchována dodnes.

## Díla
- La koro de buddhismo (Srdce buddhismu, napsáno v esperantu, Banarawela, Cejlon, 1956)
- Základy buddhismu (z angličtiny přeložil Dušan Zbavitel, nakladatelství Alternativa, 1992)
- Buddhistická encyklopedie